# Causes de la Grande Dépression
Les causes de la Grande Dépression sont l'ensemble des causes et des mécanismes présidant au déclenchement et à la perpétuation de la Grande Dépression.

## Histoire des tentatives explicatives
Dès le déclenchement de la crise, des économistes, historiens et journalistes cherchent à comprendre les origines et les causes de la Grande dépression. Les premiers ouvrages publiés dans les années 1930 sont généralement peu explicatifs et normatifs, et plus descriptifs. Ils se concentrent souvent sur un facteur explicatif, dont notamment la spéculation financière ; c'est le cas de l'ouvrage La Grande Dépression de Lionel Robbins (1934). Ce sera aussi le cas de La Crise économique de 1929 de John Kenneth Galbraith, sorti en 1955.
Chaque courant économique a cherché à expliquer la crise. C'est notamment le cas du keynésianisme, dont l'ouvrage fondateur, la Théorie générale de l'emploi, de l'intérêt et de la monnaie (1936), explique la dépression par la thèse de la sous-consommation, c'est-à-dire l'absence de débouchés. L'explication de l'économie marxiste touche à la concentration des richesses entre quelques mains, mais elle n'explique pas l'emballement de 1928-1929, ni les modalités détaillées de la crise. L'explication monétaire, dans sa version soutenue par Milton Friedman et Anna Schwartz dans Une histoire monétaire des États-Unis, 1867-1960 (1963) sera elle aussi jugée partielle.
L'historien de l'économie Charles Kindleberger estime qu'il faut faire appel à plusieurs facteurs pour expliquer la crise.

## Causes

### Politique monétaire inadéquate

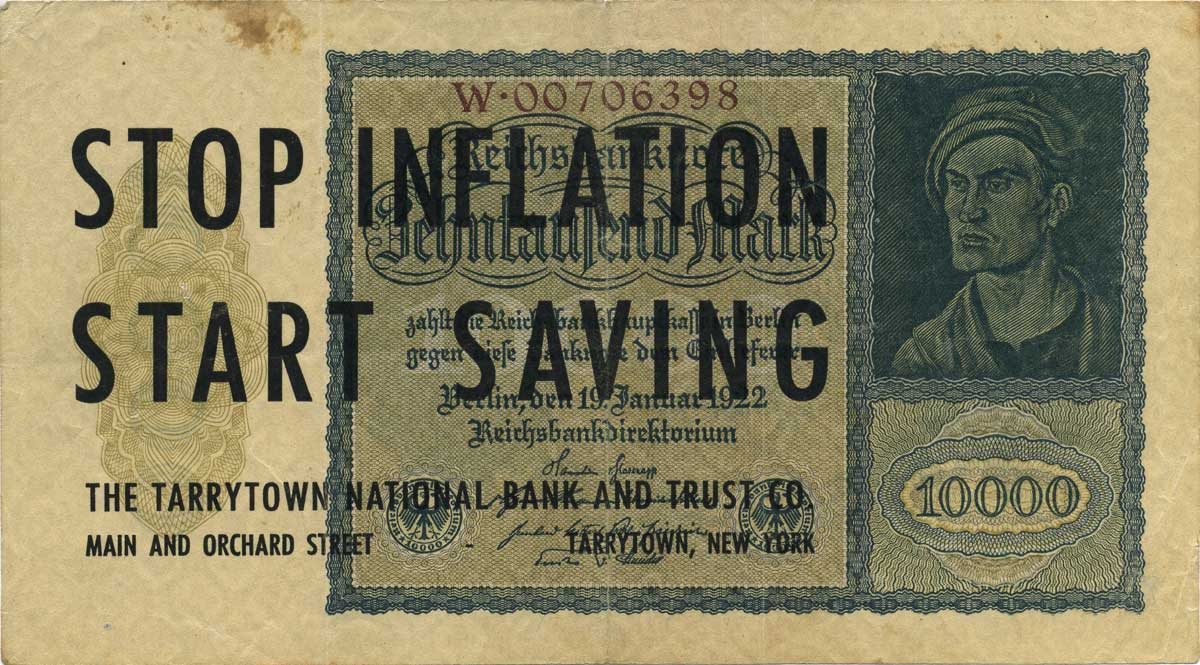
Surcharge « Stop Inflation Start Saving » effectuée par la Tarrytown National Bank and Trust Co. en 1930 sur une coupure allemande de 1922.

L'explication la plus répandue de la Grande Dépression est celle exposée par Milton Friedman et Anna Schwartz dans Une histoire monétaire des États-Unis, 1867-1960. Ils montrent que la Réserve fédérale des États-Unis a géré sa politique monétaire d'une telle manière qu'elle a causé une chute de la masse monétaire américaine de plus de 30 %. Cela a agi comme une contrainte forte sur les achats et investissements des agents, tout en faisant baisser le niveau des prix, réduisant les perspectives de profits et déprimant l'économie.

### Maintien de l'étalon-or
La thèse monétariste de Friedman et Schwartz reconnaît un facteur sous-jacent de la mauvaise réponse de la Fed. Ils remarquent que la Réserve fédérale a agi de manière rationnelle en vue de protéger le système de l'étalon-or : « certainement, la priorité affichée au maintien de l'étalon-or était la raison pour l'augmentation forte des taux d'escompte en octobre 1931, après que la Grande-Bretagne eut quitté l'étalon-or et que l'or s'échappait des États-Unis ».

### Excès d'endettement dû à l'étalon-or
L'économiste libéral français Jacques Rueff, dans son essai Le Pêché monétaire de l'Occident (1971), voit dans l'établissement du Gold Exchange Standard par la conférence de Gênes au début des années 1920 la cause profonde de la Grande dépression. Le système de l'étalon-or qui prévalait avait pour conséquence que tout déficit de la balance des paiements provoquait une sortie d'or du pays ; or, la banque centrale ne pouvait à l'époque créer de la monnaie que proportionnellement à l'or. Les banques privées avaient donc elles aussi les poings liés par le stock d'or national, lui-même lié à la balance des paiements.
Ce système se voulait stabilisateur, et tout déséquilibre devait automatiquement converger vers un nouvel équilibre. En effet, tout déficit de la balance des paiements, en provoquant une baisse du stock d'or et donc une diminution de la quantité de monnaie fiduciaire en circulation, doit théoriquement permettre une baisse des prix nationaux et une reprise de la compétitivité des produits exportés.
Or, dans un système d'étalon-or où une monnaie est utilisée comme monnaie de réserve à l'international, le pays qui émet cette monnaie est privilégié : lorsque sa balance est déficitaire, il voit sa monnaie revenir chez lui, car les entreprises étrangères qui détiennent la monnaie du pays souhaitent la réinvestir dans le pays où la monnaie a cours légal. Ainsi, à l'instar du système du pétrodollar des décennies plus tard, à chaque fois que les États-Unis sont en déficit commercial, les dollars avec lesquels ils paient leurs importations aux pays étrangers sont réinvestis par ces pays en Amérique. Cela sert de base par l'intermédiaire du multiplicateur de crédit à de nouveaux crédits qui aggravent les déficits. Le Gold Exchange standard a donc tendance à accroître sans limites l'endettement du pays privilégié.
Dans le cas des États-Unis avant 1929, l'endettement global s'est mis à grimper de plus en plus vite jusqu'à dépasser 370 % du PIB. L'efficacité marginale du capital (le taux de rendement de l'investissement actualisé à l'époque zéro) a baissé. La spéculation a remplacé l'investissement industriel dont le rendement a beaucoup baissé, lequel est entièrement financé par le crédit. La bourse a connu une expansion aussi spectaculaire qu'intenable. Finalement, c'est toute la pyramide de dettes qui s'est écroulée, d'autant plus vite et fort qu'elle était plus haute. Comme cette pyramide avait ses racines dans les déséquilibres financiers mondiaux, c'est le monde entier qui a été atteint et les circuits économiques internationaux ont été électrocutés suivant un effet domino.
Cette analyse de Rueff est renforcée par celles d'économistes plus récents, qui font appel à la théorie de la dette souveraine pour expliquer cette crise. Lors de la conférence de quatre banques centrales (Banque d'Angleterre, Banque de France, Reichsbank et Réserve fédérale des États-Unis) qui se tient à Long Island en juillet 1927, une décision capitale mais insuffisante est prise : la Fed accepte de réduire son taux d'intérêt, sachant que son directeur, Benjamin Strong s'y oppose, laissant entendre que, si rien n'est fait, « dans un ou deux ans, le mécanisme de recyclage qui permet à l'Allemagne de financer ses paiements de réparation [et toute son économie] via les prêts américains allait tomber en panne, provoquant la pire dépression de l'histoire. La seule question est de savoir si la crise va éclater en Allemagne ou aux États-Unis ». En janvier 1929, les experts du plan Young décident de se réunir pour rééchelonner la dette souveraine allemande qui est, de facto, aux mains des investisseurs américains. On assiste alors à une première secousse de mouvements liquidateurs, bien avant le mardi 29 octobre. Pour donner une idée du volume des capitaux en jeu, il faut revenir sur la structure même du marché obligataire en 1928-1929, là où s'alimentent États et entreprises, et la peur générale que l'Allemagne refuse de payer (ce qu'elle fit), plusieurs dizaines de milliards de dollars, entraînant l'impossibilité pour la France et la Grande-Bretagne de reverser aux Américains en contrepartie les annuités d'emprunts contractés entre 1914 et le début des années 1920.

### Explication par la sous-consommation
Les États-Unis, après une phase de très forte croissance depuis les difficultés d'avant-guerre, ont accumulé la richesse du monde (l'Europe étant ruinée) et cette richesse n'a pas été assez diffusée dans la société malgré des théories comme le fordisme. La concentration de la richesse a réduit les possibilités de consommation que l'appareil de production permettait. John Maynard Keynes a donné une certaine caution à cette explication en expliquant que les riches dépensaient proportionnellement moins que les pauvres. Autrement dit, bien que l'augmentation du revenu provoque une augmentation de la consommation, celle-ci augmente dans une proportion moins élevée que celle du revenu chez les riches ; inversement, les pauvres ont une consommation qui augmente plus vite que l'augmentation du revenu. Une augmentation de l'épargne de la part des plus riches provoquerait ainsi une situation de sous-investissement et donc de sous-emploi. Cette vision n'explique ni la mécanique d'emballement de 1928-1929 ni les modalités détaillées de la crise elle-même et en particulier ses dimensions internationales.
C'est évidemment la thèse des marxistes qui reprennent les thèses de Marx de la suraccumulation du capital et de la baisse (tendancielle, pour reprendre l'expression de Marx) du taux de profit qui sont à l'origine des multiples crises survenant dans le système capitaliste : la suraccumulation du capital entraîne une surproduction de biens de production par rapport aux biens de consommation. La crise de 1929 est vue comme « finale » par les marxistes. Toutefois, l'économiste soviétique Nikolaï Kondratiev (théoricien des cycles longs allant de 30 à 50 ans) affirmait que cette crise n'était que cyclique et circonstancielle, et que par conséquent le capitalisme reprendrait son expansion après la crise. Cette théorie considérée comme « pro capitaliste » par le régime soviétique vaudra à Kondratiev d'être fusillé en 1938 par le régime de Staline lors des Grandes Purges.
Une explication proche est celle des « théoriciens de la régulation » qui pensent que les économies développées ont été déstabilisées par les progrès de l'organisation scientifique du travail (OST). Le taylorisme a en effet permis une augmentation très importante de la production : Robert Boyer a ainsi calculé que la production par tête (productivité du travail) a augmenté en France de 6 % par an entre 1920 et 1960. En revanche, les salaires réels (les salaires nominaux réduits de l'inflation) ont progressé de seulement 2 % par an en France sur la même période, ce qui explique l'apparition d'une situation de surproduction et le déclenchement de la crise. Ces thèses malthusiennes sont restées marginales.

### Explication par le cycle économique
Dans cette vision, la crise n'est qu'un épisode de plus du cycle économique d'une dizaine d'années. Il n'aurait pris son allure de dépression qu'à la suite de mauvaises réactions de la part de l'État fédéral américain (attentisme : « la reprise est au coin de la rue ») ou de la nouvelle banque centrale, la FED, qui aurait restreint le crédit là où il fallait ouvrir les vannes (thèse de Milton Friedman). D'autres dans la même approche cyclique supposeront comme Kondratieff que la crise a été particulièrement longue et violente par l'effet de mouvements de longues périodes sur l'innovation. L'innovation se serait tarie alors que l'électrification et les chemins de fer avaient été les moteurs de la croissance précédente. Ils auraient fini par s'arrêter. Cependant, les observateurs modernes pensent plutôt que la période a été riche en innovation : téléphonie fixe, TSF, début même de la télévision, automobile, aviation, électroménager, publicité, nouvelles idées de management, etc.

### Théorie de l'hegemonbienveillant
C'est la thèse de Charles Kindleberger, un auteur qui tient l'analyse monétariste pour erronée, car trop focalisée sur la politique monétaire aux États-Unis et négligeant des éléments importants tels que le rôle de la spéculation sur les valeurs mobilières, la mise en œuvre tardive du Glass-Steagall Act, l'incapacité des États-Unis à se comporter en nation créancière, la dislocation de l'Europe après la Première Guerre mondiale(1914-1918). De façon plus générale, cet auteur refuse d'entrer dans la controverse des années 1970 entre monétaristes et keynésiens qui offrent, pour lui, deux explications uni-causales : les premiers pensant qu'une « croissance insuffisante de la masse monétaire a provoqué une baisse de la dépense », les seconds qu'une « baisse indépendante et autonome de la dépense a entraîné une diminution de la masse monétaire ». Ce qui va l'intéresser c'est de répondre à la question : pourquoi l'impulsion initiale n'a pu être contenue ni par les forces automatiques (étalon-or) ni par des mécanismes de décision politique.
Pour lui si l'impulsion initiale n'a pu être maintenue, cela tient à la « forte instabilité latente du système » liée à de nombreux facteurs tant financiers que monétaires ou relevant de l'économie réelle. Sa thèse principale, inspirée de la théorie des jeux, est qu'en l'absence d'un pays dirigeant capable de fixer des règles, de les faire respecter et éventuellement de prendre plus que sa part de charges, les pays préfèrent adopter des solutions non coopératives, dont tout le monde pâtit. Pour les tenants de cette thèse qui sera plus tard connue sous le nom de théorie de la stabilité hégémonique, si la crise de 1929 a engendré une dépression si longue et si dure c'est que le Royaume-Uni n'était plus en mesure d'assumer son ancien rôle dirigeant et que les États-Unis ne voulaient pas encore assumer leurs responsabilités à savoir :
1. Maintenir un marché ouvert pour les produits connaissant des problèmes d'écoulement ;
2. Assurer un flux de prêts à long terme anti-cyclique[11] ;
3. Mettre en œuvre un système relativement stable de changes[11] ;
4. Assurer la coordination des politiques macro-économiques[11] ;
5. Agir comme prêteur en dernier ressort et proposer des liquidités pendant la crise financière[11].

### Rôle déflationniste de la France
Des recherches récentes ont mis en avant le rôle de la France dans la pression déflationniste de la Grande Dépression. Dans les années qui précèdent la crise, la France accumule des réserves d'or et de changes, qu'elle ne stérilise pas. Cela retire de l'or des marchés mondiaux, or cet or n'est pas compensé par de nouvelles émissions de monnaie. Cela provoque des tensions à la baisse sur les prix.

### Rôle du protectionnisme
Des mesures protectionnistes (par exemple, la loi Hawley-Smoot) entraînèrent une augmentation des droits de douane sur les importations, afin de protéger les producteurs locaux (mis en danger par la compétition internationale). En réponse à cette politique, d'autres pays augmentèrent à leur tour leurs droits de douane (à titre de représailles). D'une façon plus générale, les grands empires, britannique et français, se replient sur eux-mêmes et ne recherchent plus le commerce international devenu trop dangereux, faute de monnaie mondiale.
Douglas Irwin évalue l'impact de la loi Hawley-Smoot qu'au cours des deux années qui ont suivi l'imposition du tarif Smoot-Hawley en juin 1930, le volume des importations américaines a chuté de plus de 40%. Il montre qu'une partie de cet effondrement des échanges est attribué au droit de douane lui-même et non à d'autres facteurs tels que la baisse des revenus ou les représailles étrangères. Les évaluations d'équilibre partiel et général indiquent que le tarif Smoot-Hawley a réduit les importations de 4 à 8 % (ceteris paribus). En outre, une simulation contre-factuelle suggère que près d'un quart de la baisse observée de 40% des importations peut être attribuée à l'augmentation du tarif effectif (c'est-à-dire Smoot-Hawley plus déflation).
Irwin affirme que la Loi Hawley-Smoot n’a certes pas été la cause principale de la Grande Dépression, mais qu’il en a aggravé la sévérité en provoquant des mesures de rétorsion internationales et en réduisant le commerce mondial. La loi Smoot-Hawley a augmenté le tarif moyen sur les importations taxées de 15 à 18 %. Ce qui a quelque peu limité l’impact de Smoot-Hawley, c’est la taille relativement restreinte du secteur commercial américain à l’époque. En 1930, seulement un tiers des importations totales aux États-Unis étaient soumises à des droits de douane, et ces marchandises taxées ne représentaient que 1,4 % du PIB. Selon Irwin, il n’existe aucune preuve que cette législation ait atteint ses objectifs de création nette d’emplois ou de relance économique. Même d’un point de vue keynésien, cette politique s’est révélée contre-productive, car la chute des exportations a été plus importante que celle des importations. Bien que la baisse des revenus étrangers ait été un facteur majeur de l’effondrement des exportations américaines, le tarif a aussi limité l’accès des étrangers aux dollars américains, ce qui a conduit à une appréciation de la monnaie et rendu les produits américains moins compétitifs à l’international. Irwin souligne que l’un des effets les plus néfastes de la loi fut la détérioration des relations commerciales des États-Unis avec leurs partenaires clés. La loi a été adoptée à un moment où la Société des Nations travaillait à une trêve tarifaire mondiale, et le tarif Smoot-Hawley a été largement perçu comme une mesure unilatérale et hostile, sapant la coopération internationale. Selon Irwin, l’impact principal à long terme fut que l’indignation suscitée a incité d’autres pays à former des blocs commerciaux discriminatoires. Ces accords commerciaux préférentiels ont détourné le commerce mondial des États-Unis et freiné la reprise économique globale,.
Selon The Economist, le Smoot-Hawley Tariff Act a conduit à une baisse de deux tiers du commerce mondial. « Ce fut si catastrophique pour la croissance aux États-Unis et dans le reste du monde que les législateurs n’ont plus osé toucher au sujet depuis. 'Smoot-Hawley' est devenu synonyme de politique désastreuse ».
Paul Krugman écrit que le protectionnisme ne conduit pas à des récessions. Selon lui, la diminution des importations (qui peut être obtenue par l'introduction de droits de douane) a un effet expansionniste, c'est-à-dire favorable à la croissance. Ainsi, dans une guerre commerciale, puisque les exportations et les importations diminueront de manière égale, pour le monde entier, l'effet négatif d'une diminution des exportations sera compensé par l'effet expansionniste d'une diminution des importations. Une guerre commerciale ne provoque donc pas une récession. En outre, il note que le tarif Smoot-Hawley n'a pas provoqué la Grande Dépression. Le déclin du commerce entre 1929 et 1933 « était presque entièrement une conséquence de la Dépression, pas une cause. Les barrières commerciales étaient une réponse à la Dépression, en partie une conséquence de la déflation ».
Selon Peter Temin (en) : « Un tarif, comme une dévaluation, est une politique expansionniste. Cela détourne la demande des producteurs étrangers aux producteurs d'origine. L'argument populaire, cependant, est que le tarif a causé la dépression américaine... que le tarif a réduit la demande pour les exportations américaines en induisant des tarifs étrangers de représailles. Les exportations ont été de 7 % du PNB en 1929. Elles ont diminué de 1,5 pour cent du PNB de 1929 au cours des deux prochaines années. Compte tenu de la chute de la demande mondiale dans ces années… tout cela ne peut pas être attribué à des représailles du tarif Smoot-Hawley. Même si c'est le cas, le PNB réel est tombé plus de 15 % au cours de ces mêmes années. Avec un multiplicateur raisonnable, la baisse de la demande d'exportation ne peut être qu'une petite partie de l'histoire. Et il doit être compensé par l'augmentation de la demande intérieure du tarif. Tout effet contractif net du tarif était faible »
Ian Fletcher indique que le tarif Smoot-Hawley ne s'appliquait qu'à environ un tiers du commerce aux États-Unis : environ 1,3 % du PIB. Le tarif moyen des États-Unis sur les marchandises assujetties est passé de 40,1 % en 1929 à 59.1 en 1932 (+19 %). Or il était systématiquement supérieur à 38 % tous les ans de 1865 à 1913 (de 38 % à 52 %). De plus, il a augmenté aussi fortement en 1861 (de 18,61 % à 36,2 % ; +17,6 %), entre 1863 et 1866 (de 32,62 % à 48,33 % ; +15,7 %), entre 1920 et 1922 (de 16,4 % à 38,1 %; +21,7 %) sans produire de dépressions mondiales.
Indépendamment de la question du protectionnisme, l'explosion du système monétaire international défini à la conférence de Gênes conduit à des redéfinitions des valeurs en or des principales devises et à une suite de dévaluations (baisse de la valeur des monnaies nationales par comparaison avec les devises des pays partenaires) qui faussent les termes de l'échange international et provoquent des troubles sur tous les marchés de biens et de services internationaux. On constatera que ces quatre contestations des politiques menées dans les années 1930 sont à la base des politiques suivies actuellement : gonflement des liquidités par la banque centrale, refus du protectionnisme, refus (verbal mais acceptation de facto) des dévaluations compétitives, activisme d'État via des plans de relance massifs.

## Crise mondiale
La longueur et la gravité de la crise qui verra la ruine de nombreuses familles, le développement d'un immense chômage, la faillite de milliers de banques et celle de dizaines de milliers d'entreprises a conduit à mettre en cause la manière dont les politiques économiques ont été conduites.
L'accusation d'aveuglement et de pusillanimité est bien prouvée par l'affirmation du Président de la Bourse de Wall Street qui s’exprime ainsi en septembre 1929 : « Bien des gens n’ont pas compris que c’en est apparemment fini des cycles économiques tels que nous les avons connus. Quant à moi, je suis convaincu de l’essentielle et fondamentale solidité de la prospérité américaine »[réf. nécessaire]. Ensuite l'idée constamment répétée que la prospérité était « round the corner » et qui expliquait qu'on ne fît rien a été mise systématiquement en cause. La critique de Keynes à partir de son livre majeur, Théorie générale de l'emploi, de l'intérêt et de la monnaie (1936), expliquera que lorsqu'un équilibre de sous-emploi s'est installé, seul l'investissement public via des politiques de relance permet de retrouver le plein emploi. Ces idées n'étaient pas celles du temps où on attendait plutôt d'une baisse des prix et des salaires les conditions de la reprise.